# Ted Dabney
Samuel Frederick Dabney, detto Ted (San Francisco, 15 maggio 1937 – Los Angeles, 26 maggio 2018), è stato un ingegnere elettrotecnico statunitense, meglio noto per aver fondato insieme a Nolan Bushnell la società Atari nel 1972.

## Biografia
Dopo il servizio militare entrò a lavorare presso Ampex, dove conobbe Bushnell. Questi, vedendo Spacewar, uno dei primi videogiochi per computer, propose a Dabney di fondare una società per la produzione di giochi elettronici. Dabney e Bushnell fondarono così la Syzygy insieme a Larry Bryan, un programmatore di computer.
Come Syzygy, Dabney e Bushnell produssero nel 1971 il videogioco Computer Space, distribuito da Nutting Associates, considerato il primo arcade della storia.
Dopo Computer Space, Dabney e Bushnell fondarono Atari, Inc. nel 1972, che pubblicò come primo gioco il famoso Pong.
Dabney lasciò Atari nel 1973.
Muore il 26 maggio 2018, a seguito di complicanze legate al cancro all'esofago.  

## Vita privata
Si sposò due volte ed ebbe due figlie, entrambe nate dal primo matrimonio.